# Теліу
Теліу (рум. Teliu) — комуна у повіті Брашов в Румунії. До складу комуни входить єдине село Теліу.
Комуна розташована на відстані 141 км на північ від Бухареста, 19 км на схід від Брашова.

## Населення
За даними перепису населення 2002 року у комуні проживали 3710 осіб.
Національний склад населення комуни:
| Національність   | Кількість осіб | Відсоток |
| ---------------- | -------------- | -------- |
| румуни           | 2679           | 72,2%    |
| угорці           | 947            | 25,5%    |
| цигани           | 75             | 2,0%     |
| німці            | 4              | 0,1%     |
| євреї            | 3              | 0,1%     |
| росіяни-липовани | 1              | < 0,1%   |
| італійці         | 1              | < 0,1%   |

Рідною мовою назвали:
| Мова      | Кількість осіб | Відсоток |
| --------- | -------------- | -------- |
| румунська | 2750           | 74,1%    |
| угорська  | 956            | 25,8%    |
| німецька  | 2              | 0,1%     |
| циганська | 1              | < 0,1%   |
| російська | 1              | < 0,1%   |

Склад населення комуни за віросповіданням:
| Релігія                                       | Кількість осіб | Відсоток |
| --------------------------------------------- | -------------- | -------- |
| православні                                   | 2723           | 73,4%    |
| реформати                                     | 844            | 22,7%    |
| римо-католики                                 | 79             | 2,1%     |
| п'ятдесятники                                 | 12             | 0,3%     |
| лютерани (Синодально-пресвітеріанська церква) | 12             | 0,3%     |
| не релігійні                                  | 12             | 0,3%     |
| бретрени                                      | 10             | 0,3%     |
| баптисти                                      | 3              | 0,1%     |
| юдеї                                          | 3              | 0,1%     |
| адвентисти                                    | 2              | 0,1%     |
| лютерани (Аугсбурзького сповідання)           | 2              | 0,1%     |
| греко-католики                                | 1              | < 0,1%   |
| унітарії                                      | 1              | < 0,1%   |
| лютерани                                      | 1              | < 0,1%   |
| атеїсти                                       | 1              | < 0,1%   |
| не вказали релігію                            | 1              | < 0,1%   |

## Зовнішні посилання
- Дані про комуну Теліу на сайті Ghidul Primăriilor